# クシュ・ジャンボ
クシュ・ジャンボ（英語: Cush Jumbo, 1985年9月23日 - ）は、英国の女優兼作家。CBSの法律ドラマシリーズ『グッド・ワイフ』（2015–2016）やスピンオフシリーズの『グッド・ファイト』（2017-2021）においてルッカ・クイン弁護士役を演じたことで知られている。
ジャンボは、ITV犯罪ドラマシリーズ『ヴェラ〜信念の女警部〜』（2012、2015–2016）でべサニー・ウェラン刑事としても出演した。また数多くの舞台作品に出演している。『お気に召すまま』（2011）のロザリンド役でイアン・チャールソン賞を受賞し、女性キャストのみで演じられた『ジュリアス・シーザー』（2012）ではマルクス・アントニウス役でローレンス・オリビエ賞にノミネートされた。また、一人芝居『ジョセフィーヌと私』（2013）を自作自演した。

## 略歴
父親はナイジェリア人で、その6人の子供の2番目に生まれる。
クシュ（Cush）の名は古代エジプトの王から付けられている。

## フィルモグラフィー

### 映画
| 年   | 日本語題 原題                                      | 役名       | 備考 |
| ---- | -------------------------------------------------- | ---------- | ---- |
| 2011 | The Inbetweeners Movie                             | ハイメ     |      |
| 2015 | リメインダー 失われし記憶の破片 Remainder          | キャサリン |      |
| 2016 | シティ・オブ・タイニー・ライツ City of Tiny Lights | メロディー |      |
| 2020 | The Postcard Killings                              | デッシー   |      |

### テレビ
| 年              | 日本語題 原題                                                 | 役名                   | 備考                                                      |
| --------------- | ------------------------------------------------------------- | ---------------------- | --------------------------------------------------------- |
| 2007            | マイ・ファミリー My Family                                    | ガールフレンド         | エピソード：「オランダの芸術とオランダの勇気」            |
| 2008            | Harley Street                                                 | ハンナ・フェローズ     | 計6話出演                                                 |
| 2009            | 秘密情報部トーチウッド Torchwood                              | ロイス・ハビバ         | メインキャスト（シリーズ3：『チルドレン・オブ・アース』） |
| 2009            | Casualty                                                      | ザラ・フィンチリー     | エピソード：「あなたが取るすべての息」                    |
| 2010            | Lip Service                                                   | ベッキー・ラブ         | 計6話出演                                                 |
| 2010            | Getting On                                                    | ダマリス               | 計5話出演                                                 |
| 2012, 2015-2016 | ヴェラ〜信念の女警部〜 Vera                                   | DCベサニー・ウィーラン | メインキャスト（シリーズ2、5-6）                          |
| 2015-2016       | グッド・ワイフ The Good Wife                                  | ルッカ・クイン         | メインキャスト（シーズン7）                               |
| 2017-2021       | グッド・ファイト The Good Fight                               | ルッカ・クイン         | メインキャスト（シーズン1-4） ゲスト（シーズン5）         |
| 2020            | デッドウォーター・フェル〜虚像に殺された家族〜 Deadwater Fell | ジェス・ミルナー       | 全4話のミニシリーズ                                       |
| 2020            | Trying                                                        | Jane                   | 計2話出演                                                 |
| 2021            | The Beast Must Die                                            | Frances Cairnes        | ミニシリーズ                                              |
| TBA             | Stay Close                                                    | Megan                  |                                                           |